# Литва на Паралимпийских играх
Литва на Паралимпийских играх впервые приняла участие в 1992 году на летних Играх в Барселоне, и с тех пор принимает участие на всех летних Играх. На зимних Играх делегация Литвы участвовала на настоящее время только в Играх 1994 года в Лиллехаммере.
На настоящее время спортсмены Литвы завоевали на всех Играх в сумме 36 медалей, из них 6 золотых, все медали завоёваны на летних Играх.
До 1992 года спортсмены Литвы участвовали на Паралимпиадах в составе сборной СССР (в 1988).

## Медальный зачёт

### Медали летних Паралимпийских игр
| Игры                | Золото | Серебро | Бронза | Всего | Место |
| ------------------- | ------ | ------- | ------ | ----- | ----- |
| 1992 Барселона      | 0      | 4       | 3      | 7     | 42    |
| 1996 Атланта        | 3      | 2       | 6      | 11    | 34    |
| 2000 Сидней         | 0      | 2       | 1      | 3     | 56    |
| 2004 Афины          | 1      | 1       | 5      | 7     | 50    |
| 2008 Пекин          | 0      | 2       | 0      | 2     | 56    |
| 2012 Лондон         | 0      | 0       | 0      | 0     | —     |
| 2016 Рио-де-Жанейро | 2      | 1       | 0      | 3     | 44    |
| 2020 Токио          | 0      | 0       | 3      | 3     | 76    |
| Итого               | 6      | 12      | 18     | 36    |       |